# Rincon (Bonaire)
Rincon – wieś na wyspie Bonaire, w Holandii Karaibskiej. Położona w środkowej części wyspy. Liczy 1844 mieszkańców (1 stycznia 2020). Najstarsza miejscowość całej Holandii Karaibskiej.  Ośrodek turystyczny, kulturalne centrum wyspy. Leży w dolinie, odgrodzonej od północnej części wyspy pagórkowatym terenem, przez co nie była widoczna od strony Morza Karaibskiego, a tym samym nie była napadana przez piratów.  

## Nazwa
Nazwa wsi pochodzi od hiszpańskiego "rincón" (pol. "róg"). 

## Podział administracyjny
W skład wsi wchodzą dwie dzielnice (buurt). Liczba mieszkańców 1 stycznia 2020 r.:
- Rincon Noord, 941
- Rincon Zuid, 903

## Historia
Założona w 1527 r. przez Hiszpanów. W 1636 r. Hiszpanie opuścili wyspę i w jeszcze w tym samym roku miejscowość przeszła ona pod kontrolę Holenderskiej Kompanii Zachodnioindyjskiej. Uprawiano tutaj kukurydzę, zwierzęta gospodarskie jak np. kozy oraz wydobywano sól. Do 1863 r. sprowadzano tutaj niewolników. Ok. 1700 r. było ich 97, a sto lat później nawet 300. Do dziś dnia, wielu mieszkańców miejscowości są ich potomkami. Do XX w. większość wszystkich mieszkańców wyspy mieszkała właśnie tutaj. 
W roku 1955 Rincon odwiedziła królowa Juliana i książę Bernhard.

## Kultura
Co roku odbywa się we wsi Dziękczynne Święto Żniw (Simadan), a 30 kwietnia obchodzony jest Dzień Rincon (Dia di Rincon) będący od 2020 roku oficjalnym świętem.

## Sport
We wsi są dwa kluby piłkarskie SV Real Rincon i SV Vespo. Tutejszy stadion to Stadion Antonio Trenidat.